# بودیو
بودیو (به لاتین: Bodio) یک بخش در سوئیس است که در کانتون تیچینو واقع شده‌است.

## خصوصیات
بودیو ۱٬۰۸۱ نفر جمعیت دارد.